# سيث لو
سيث لو هو سياسي أمريكي، ولد في 18 يناير 1850 في بروكلين في الولايات المتحدة، وتوفي في 17 سبتمبر 1916 في Bedford Hills, New York ‏ في الولايات المتحدة بسبب سرطان. نشط حزبياً في الحزب الجمهوري. وقد انتخب قائمة رؤساء جامعة كولومبيا (1890 – 1901) وانتخب عمدة مدينة نيويورك (1902 – 31 ديسمبر 1903).

## وصلات خارجية
- سيث لو على موقع الموسوعة البريطانية (الإنجليزية)